# Selig (Band)/Diskografie
Diese Diskografie ist eine Übersicht über die musikalischen Werke der deutschen Rockband Selig. Ihre erfolgreichste Veröffentlichung ist das vierte Studioalbum Und endlich unendlich mit über 100.000 verkauften Exemplaren.

## Alben

### Studioalben
| Jahr | Titel Musiklabel                         | Höchstplatzierung, Gesamtwochen, AuszeichnungChartplatzierungen (Jahr, Titel, Musiklabel, Platzierungen, Wochen, Auszeichnungen, Anmerkungen) | Höchstplatzierung, Gesamtwochen, AuszeichnungChartplatzierungen (Jahr, Titel, Musiklabel, Platzierungen, Wochen, Auszeichnungen, Anmerkungen) | Höchstplatzierung, Gesamtwochen, AuszeichnungChartplatzierungen (Jahr, Titel, Musiklabel, Platzierungen, Wochen, Auszeichnungen, Anmerkungen) | Anmerkungen                                             |
| Jahr | Titel Musiklabel                         | DE | AT | CH | Anmerkungen                                             |
| ---- | ---------------------------------------- | --- | --- | --- | ------------------------------------------------------- |
| 1994 | Selig Epic Records                       | DE35 (13 Wo.)DE | AT20 (2 Wo.)AT | — | Erstveröffentlichung: 28. Februar 1994                  |
| 1995 | hier: Epic Records                       | DE15 (18 Wo.)DE | AT20 (14 Wo.)AT | CH35 (6 Wo.)CH | Erstveröffentlichung: 27. Juli 1995                     |
| 1997 | Blender Sony Music                       | DE15 (6 Wo.)DE | AT42 (7 Wo.)AT | — | Erstveröffentlichung: 4. Juli 1997                      |
| 2009 | Und endlich unendlich Vertigo Records    | DE5 Gold · (24 Wo.)DE | AT31 (2 Wo.)AT | CH91 (1 Wo.)CH | Erstveröffentlichung: 20. März 2009 Verkäufe: + 100.000 |
| 2010 | Von Ewigkeit zu Ewigkeit Universal Music | DE9 (6 Wo.)DE | AT51 (1 Wo.)AT | — | Erstveröffentlichung: 1. Oktober 2010                   |
| 2013 | Magma Vertigo Records                    | DE4 (6 Wo.)DE | AT34 (1 Wo.)AT | — | Erstveröffentlichung: 1. Februar 2013                   |
| 2017 | Kashmir Karma Columbia Records           | DE19 (2 Wo.)DE | AT73 (1 Wo.)AT | — | Erstveröffentlichung: 2. November 2017                  |
| 2021 | Myriaden Universal Music                 | DE8 (2 Wo.)DE | — | CH57 (1 Wo.)CH | Erstveröffentlichung: 12. März 2021                     |

### Kompilationen
| Jahr | Titel Musiklabel                   | Höchstplatzierung, Gesamtwochen, AuszeichnungChartplatzierungen (Jahr, Titel, Musiklabel, Platzierungen, Wochen, Auszeichnungen, Anmerkungen) | Höchstplatzierung, Gesamtwochen, AuszeichnungChartplatzierungen (Jahr, Titel, Musiklabel, Platzierungen, Wochen, Auszeichnungen, Anmerkungen) | Höchstplatzierung, Gesamtwochen, AuszeichnungChartplatzierungen (Jahr, Titel, Musiklabel, Platzierungen, Wochen, Auszeichnungen, Anmerkungen) | Anmerkungen                             |
| Jahr | Titel Musiklabel                   | DE | AT | CH | Anmerkungen                             |
| ---- | ---------------------------------- | --- | --- | --- | --------------------------------------- |
| 1999 | Für immer und Selig Epic Records   | — | — | — | Erstveröffentlichung: 22. November 1999 |
| 2014 | Die Besten (1994–2014) Motor Music | DE27 (1 Wo.)DE | — | — | Erstveröffentlichung: 10. Oktober 2014  |
| 2020 | Songs Sony Music                   | — | — | — | Erstveröffentlichung: 20. März 2020     |

### EPs
| Jahr | Titel Musiklabel                      | Anmerkungen                             |
| ---- | ------------------------------------- | --------------------------------------- |
| 2020 | Myriaden – Live Takes Universal Music | Erstveröffentlichung: 20. November 2020 |

### Tributealben
| Jahr | Titel Musiklabel              | Höchstplatzierung, Gesamtwochen, AuszeichnungChartplatzierungen (Jahr, Titel, Musiklabel, Platzierungen, Wochen, Auszeichnungen, Anmerkungen) | Höchstplatzierung, Gesamtwochen, AuszeichnungChartplatzierungen (Jahr, Titel, Musiklabel, Platzierungen, Wochen, Auszeichnungen, Anmerkungen) | Höchstplatzierung, Gesamtwochen, AuszeichnungChartplatzierungen (Jahr, Titel, Musiklabel, Platzierungen, Wochen, Auszeichnungen, Anmerkungen) | Anmerkungen                         |
| Jahr | Titel Musiklabel              | DE | AT | CH | Anmerkungen                         |
| ---- | ----------------------------- | --- | --- | --- | ----------------------------------- |
| 2020 | Selig macht: Selig Ferryhouse | DE52 (1 Wo.)DE | — | — | Erstveröffentlichung: 13. März 2020 |

## Singles

### Als Leadmusiker
| Jahr | Titel Album                                                  | Höchstplatzierung, Gesamtwochen, AuszeichnungChartplatzierungen (Jahr, Titel, Album, Platzierungen, Wochen, Auszeichnungen, Anmerkungen) | Höchstplatzierung, Gesamtwochen, AuszeichnungChartplatzierungen (Jahr, Titel, Album, Platzierungen, Wochen, Auszeichnungen, Anmerkungen) | Höchstplatzierung, Gesamtwochen, AuszeichnungChartplatzierungen (Jahr, Titel, Album, Platzierungen, Wochen, Auszeichnungen, Anmerkungen) | Anmerkungen                                               |
| Jahr | Titel Album                                                  | DE | AT | CH | Anmerkungen                                               |
| ---- | ------------------------------------------------------------ | --- | --- | --- | --------------------------------------------------------- |
| 1994 | Sie hat geschrien Selig                                      | — | — | — | Erstveröffentlichung: 31. Januar 1994                     |
| 1994 | Wenn ich wollte Selig                                        | — | — | — | Erstveröffentlichung: 1994                                |
| 1994 | Ohne dich Selig                                              | DE52 (1 Wo.)DE | AT57 (1 Wo.)AT | CH74 (1 Wo.)CH | Erstveröffentlichung: 1994                                |
| 1995 | Ist es wichtig? hier:                                        | DE93 (3 Wo.)DE | — | — | Erstveröffentlichung: 26. Juni 1995                       |
| 1995 | Lass mich rein hier:                                         | — | — | — | Erstveröffentlichung: 31. Juli 1995                       |
| 1996 | Bruderlos Songs                                              | — | — | — | Erstveröffentlichung: 18. März 1996                       |
| 1997 | Knockin’ on Heaven’s Door Knockin’ on Heaven’s Door (O.S.T.) | DE31 (11 Wo.)DE | — | CH30 (2 Wo.)CH | Erstveröffentlichung: 31. Januar 1997 Original: Bob Dylan |
| 1997 | Popstar (Goes Home) Blender                                  | — | — | — | Erstveröffentlichung: 1997                                |
| 1997 | Sie zieht aus Blender                                        | — | — | — | Erstveröffentlichung: 1997                                |
| 2009 | Schau schau Und endlich unendlich                            | DE46 (7 Wo.)DE | — | — | Erstveröffentlichung: 6. März 2009                        |
| 2009 | Wir werden uns wiedersehen Und endlich unendlich             | DE47 (10 Wo.)DE | — | — | Erstveröffentlichung: 26. Juni 2009                       |
| 2009 | Ich fall in deine Arme Und endlich unendlich                 | DE76 (1 Wo.)DE | — | — | Erstveröffentlichung: 27. November 2009                   |
| 2010 | Von Ewigkeit zu Ewigkeit                                     | DE44 (6 Wo.)DE | — | — | Erstveröffentlichung: 10. September 2010                  |
| 2011 | Hey Ho Von Ewigkeit zu Ewigkeit                              | — | — | — | Erstveröffentlichung: 11. März 2011                       |
| 2013 | Alles auf einmal Magma                                       | DE58 (3 Wo.)DE | AT48 (3 Wo.)AT | — | Erstveröffentlichung: 25. Januar 2013                     |
| 2017 | DJ Kashmir Karma                                             | — | — | — | Erstveröffentlichung: 18. August 2017                     |
| 2017 | Nimm mich so wie du bist Kashmir Karma                       | — | — | — | Erstveröffentlichung: 22. September 2017                  |
| 2017 | Zu bequem Kashmir Karma                                      | — | — | — | Erstveröffentlichung: 13. Oktober 2017                    |
| 2018 | Unterwegs Kashmir Karma                                      | — | — | — | Erstveröffentlichung: 30. März 2018                       |
| 2020 | Alles ist so Myriaden                                        | — | — | — | Erstveröffentlichung: 29. Mai 2020                        |
| 2020 | SMS K.O. Myriaden                                            | — | — | — | Erstveröffentlichung: 25. September 2020                  |
| 2020 | Myriaden (Live) Myriaden – Live Takes                        | — | — | — | Erstveröffentlichung: 20. November 2020                   |
| 2020 | Postkarte (Live) Myriaden – Live Takes                       | — | — | — | Erstveröffentlichung: 27. November 2020                   |
| 2020 | Selig (Live) Myriaden – Live Takes                           | — | — | — | Erstveröffentlichung: 4. Dezember 2020                    |
| 2021 | Spacetaxi Myriaden                                           | — | — | — | Erstveröffentlichung: 15. Januar 2021                     |
| 2021 | Süßer Vogel Myriaden                                         | — | — | — | Erstveröffentlichung: 19. Februar 2021                    |

### Als Gastmusiker
| Jahr | Titel Album                                                                        | Anmerkungen |
| ---- | ---------------------------------------------------------------------------------- | --- |
| 2011 | Ich steh auf Berlin Zeitgeschichte – Das Beste von und für Annette Humpe (Sampler) | Erstveröffentlichung: 24. März 2011 Annette Humpe feat. Selig, Adel Tawil & Max Raabe; Original: Ideal – Berlin |
| 2019 | Wenn ich wollte Selig macht: Selig                                                 | Erstveröffentlichung: 6. Dezember 2019 Madsen feat. Selig                                                       |
| 2020 | Die Besten (2020) Selig macht: Selig                                               | Erstveröffentlichung: 7. Februar 2020 Olli Schulz feat. Selig                                                   |
| 2020 | Hey, Hey, Hey Selig macht: Selig                                                   | Erstveröffentlichung: 28. Februar 2020 Emma6 feat. Selig                                                        |

## Musikvideos
| Jahr | Titel                      | Regisseur(e)                                                                       |
| ---- | -------------------------- | ---------------------------------------------------------------------------------- |
| 1994 | Sie hat geschrien          | Martin Weisz                                                                       |
| 1994 | Wenn ich wollte            | René Eller                                                                         |
| 1994 | Ohne dich                  |                                                                                    |
| 1995 | Ist es wichtig?            | René Eller                                                                         |
| 1995 | Laß mich rein              | Mathias Bothor                                                                     |
| 1996 | Bruderlos                  | René Eller                                                                         |
| 1997 | Knockin’ on Heaven’s Door  | Rainer Thieding                                                                    |
| 1997 | Popstar                    | René Eller                                                                         |
| 1997 | Sie zieht aus              | Marcus Sternberg                                                                   |
| 2009 | Schau schau                | René Eller                                                                         |
| 2009 | Wir werden uns wiedersehen | Deborah Schamoni                                                                   |
| 2009 | Ich fall in deine Arme     | René Eller                                                                         |
| 2010 | Von Ewigkeit zu Ewigkeit   | Frederic Detjens (Surreale Version) Franziska Stünkel (Das Hochzeitsvideo Version) |
| 2010 | Hey Ho                     | Joern Heitmann                                                                     |
| 2012 | Ich höre dir nicht zu      | Andreas Z. Simon                                                                   |
| 2013 | Alles auf einmal           | Marc Helfers                                                                       |
| 2013 | Wenn ich an dich denke     | Marc Helfers                                                                       |
| 2014 | Ohne Dich 2014             | Sven Sindt                                                                         |
| 2017 | DJ                         | Frederik M. Radecke                                                                |
| 2017 | Nimm mich so wie du bist   |                                                                                    |
| 2017 | Alles ist nix              | Till Penzek                                                                        |
| 2018 | Wintertag                  |                                                                                    |
| 2020 | Alles ist so               | Andreas Hornoff                                                                    |
| 2020 | Myriaden (Live)            | Andreas Hornoff                                                                    |
| 2021 | Spacetaxi                  | Dominic Bünning, Sven Sindt                                                        |
| 2021 | Süßer Vogel                | Dominic Bünning, Sven Sindt                                                        |

## Sonderveröffentlichungen

### Alben
| Jahr | Titel Musiklabel        | Anmerkungen                                                         |
| ---- | ----------------------- | ------------------------------------------------------------------- |
| 2019 | Selig / Hier Sony Music | Erstveröffentlichung: 5. April 2019 Teil der „Original-Vinyl“-Reihe |

| Jahr | Titel Musiklabel           | Anmerkungen                                                           |
| ---- | -------------------------- | --------------------------------------------------------------------- |
| 1995 | Hallo Cleveland Sony Music | Erstveröffentlichung: 1995 EP mit vier Liveaufnahmen aus Selig + Hier |

| Jahr | Titel Musiklabel                                             | Anmerkungen |
| ---- | ------------------------------------------------------------ | --- |
| 2010 | Von Ewigkeit zu Ewigkeit (Pop-Up Digipak) Universal Music    | Erstveröffentlichung: 1. Oktober 2010 erweiterte Fassung mit Bonus-CD; Verkäufe werden dem Studioalbum hinzuaddiert |
| 2011 | Eine wirklich gute Zeit – Selig live bei Rock am Ring 2011 – | Erstveröffentlichung: 10. Juni 2011 nur für kurze Zeit über iTunes vertrieben                                       |

### Lieder
| Jahr | Titel Album                                                                        | Anmerkungen |
| ---- | ---------------------------------------------------------------------------------- | --- |
| 2000 | Riskante Spiele Das 1. Vermächtnis … 50 Songs aus 30 Jahren                        | Erstveröffentlichung: 31. Oktober 2000 Udo Lindenberg feat. Selig; Original: Udo Lindenberg & Das Panik-Orchester  |
| 2010 | Ich steh auf Berlin Zeitgeschichte – Das Beste von und für Annette Humpe (Sampler) | Erstveröffentlichung: 29. Oktober 2010 Annette Humpe feat. Selig, Adel Tawil & Max Raabe; Original: Ideal – Berlin |

| Jahr | Titel Album                                                              | Anmerkungen |
| ---- | ------------------------------------------------------------------------ | --- |
| 1996 | Geld Taten statt warten – 25 Jahre Greenpeace                            | Erstveröffentlichung: 1996                                                                                         |
| 1996 | We’ve Lost the Captain Star Trek 30 Years a Tribute                      | Erstveröffentlichung: 1996                                                                                         |
| 1996 | 15 kleine Bären Die CD mit der Maus                                      | Erstveröffentlichung: 4. März 1996                                                                                 |
| 2010 | Blaue Augen Zeitgeschichte – Das Beste von und für Annette Humpe         | Erstveröffentlichung: 29. Oktober 2010 Original: Neonbabies                                                        |
| 2010 | Ich steh auf Berlin Zeitgeschichte – Das Beste von und für Annette Humpe | Erstveröffentlichung: 29. Oktober 2010 Annette Humpe feat. Selig, Adel Tawil & Max Raabe; Original: Ideal – Berlin |
| 2011 | Lithium A Tribute to Nevermind                                           | Erstveröffentlichung: 12. September 2011 Original: Nirvana                                                         |
| 2012 | Ich höre dir nicht zu Dein Song 2012                                     | Erstveröffentlichung: 30. März 2012 mit Dominik Münzer                                                             |
| 2015 | Ich hab noch einen Koffer in Berlin Für Hilde                            | Erstveröffentlichung: 18. Dezember 2015 Original: Die 3 Travellers                                                 |

| Jahr | Titel Soundtrack zu                         | Anmerkungen                                                |
| ---- | ------------------------------------------- | ---------------------------------------------------------- |
| 1997 | Knockin’ on Heaven’s Door                   | Erstveröffentlichung: 14. Februar 1997 Original: Bob Dylan |
| 2010 | Von Ewigkeit zu Ewigkeit Das Hochzeitsvideo | Erstveröffentlichung: 10. September 2010                   |

### Videoalben
| Jahr | Titel Musiklabel                                               | Anmerkungen |
| ---- | -------------------------------------------------------------- | --- |
| 2009 | Und endlich unendlich (Limited Deluxe Edition) Vertigo Records | Erstveröffentlichung: 20. März 2009 erweiterte Fassung mit Bonus-DVD; Verkäufe werden dem Studioalbum hinzuaddiert   |
| 2012 | Live @ Rockpalast Sony Music                                   | Erstveröffentlichung: 9. November 2012 Teil der „Rockpalast“-Reihe                                                   |
| 2013 | Magma (Deluxe Edition) Vertigo Records                         | Erstveröffentlichung: 1. Februar 2013 erweiterte Fassung mit Bonus-DVD; Verkäufe werden dem Studioalbum hinzuaddiert |

## Promoveröffentlichungen
| Jahr | Titel Album                   | Anmerkungen |
| ---- | ----------------------------- | --- |
| 1995 | Ist es Selig? hier: / Blender | Erstveröffentlichung: 1. November 1999 2-Track-Single mit den Titeln Popstar (Goes Home) + Ist es wichtig? (Wichtig ist nix Mix) |
| 2012 | Love & Peace Magma            | Erstveröffentlichung: 9. November 2012 war über Facebook + Newsletter erhältlich                                                 |
| 2013 | Wenn ich an dich denke Magma  | Erstveröffentlichung: 2013 |
| 2017 | Alles ist nix Kashmir Karma   | Erstveröffentlichung: November 2017                                                                                              |

## Statistik

### Chartauswertung
|                     | DE     | AT    | CH    |
| ------------------- | ------ | ----- | ----- |
| Nummer-eins-Alben   | DE—DE  | AT—AT | CH—CH |
| Top-10-Alben        | DE4DE  | AT—AT | CH—CH |
| Alben in den Charts | DE10DE | AT7AT | CH3CH |

|                       | DE    | AT    | CH    |
| --------------------- | ----- | ----- | ----- |
| Nummer-eins-Singles   | DE—DE | AT—AT | CH—CH |
| Top-10-Singles        | DE—DE | AT—AT | CH—CH |
| Singles in den Charts | DE8DE | AT2AT | CH2CH |

### Auszeichnungen für Musikverkäufe
Anmerkung: Auszeichnungen in Ländern aus den Charttabellen bzw. Chartboxen sind in ebendiesen zu finden.
| Land/RegionAuszeichnungen für Musikverkäufe (Land/Region, Auszeichnungen, Verkäufe, Quellen) | Gold  | Platin | Verkäufe | Quellen           |
| -------------------------------------------------------------------------------------------- | ----- | ------ | -------- | ----------------- |
| Deutschland (BVMI)                                                                           | Gold1 | —      | 100.000  | musikindustrie.de |
| Insgesamt                                                                                    | Gold1 | —      |          |                   |